# Грот Нептуна (парковое сооружение)

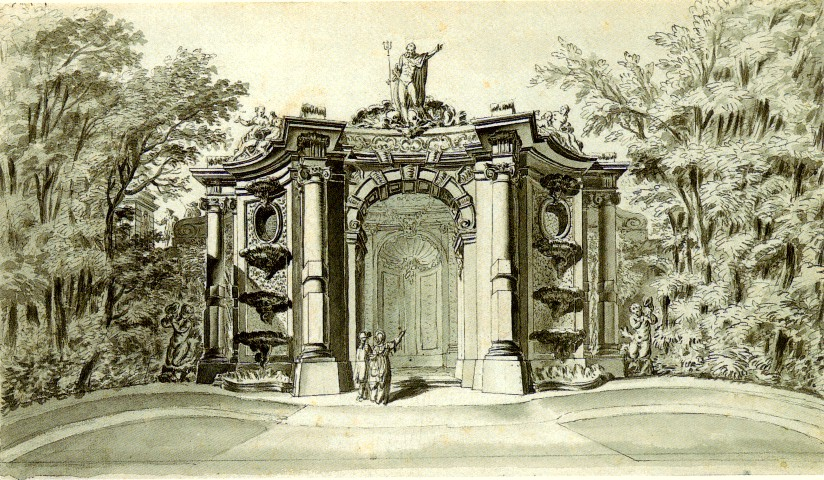
Рисунок Георга Венцеслауса фон Кнобельсдорфа

Грот Нептуна (нем. die Neptungrotte) с восточной стороны от дворца Сан-Суси в Потсдаме, Германия был выстроен в 1751—1757 годах. Для прусского короля Фридриха Великого проект разработал Георг Венцеслаус фон Кнобельсдорф, который умер прежде окончания работ. Украшением грота занимался Иоганн Петер Бенкерт (1709—1765). Грот выполнен в стиле барокко.
Грот получил название из-за статуи мифологического бога моря Нептуна из итальянского бело-розового мрамора, установленной сверху. По обеим сторона от него восседают наяды с кувшинками работы Георга Франца Эбенхеха (ок. 1710—1757). Такие гроты были в то время очень популярны и выполняли часто декоративную функцию. Продолжительность строительства связана с трудоёмкостью доставки мрамора из Италии в Потсдам.
Зал грота Бенкерт украсил минералами друза из Гарца и Силезии, кораллами и ракушками из Нидерландов. В ходе реставрации 1840—1842 годов к ним добавили цветочные фестоны, а вход закрыли решёткой. До наших дней не сохранились статуи Венеры Медичи в гроте и два Тритона по бокам. Сегодня установлена позолоченная Венера и 8 крупных мраморных раковин 1751—1762 годов, оставшихся после разрушенной Мраморной колоннады.
По проекту с обеих сторон грота должны были по натуральным ракушкам стекать потоки воды, что с технической оснащённостью смогли осуществить лишь при Фридрихе Вильгельме IV благодаря водонасосной станции (нем. Dampfmaschinenhaus für Sanssouci).
За последние десятилетия грот серьёзно пострадал от атмосферного воздействия и вандалов. Реставрация грота осуществляется за счёт финансовых пожертвований.

## Галерея

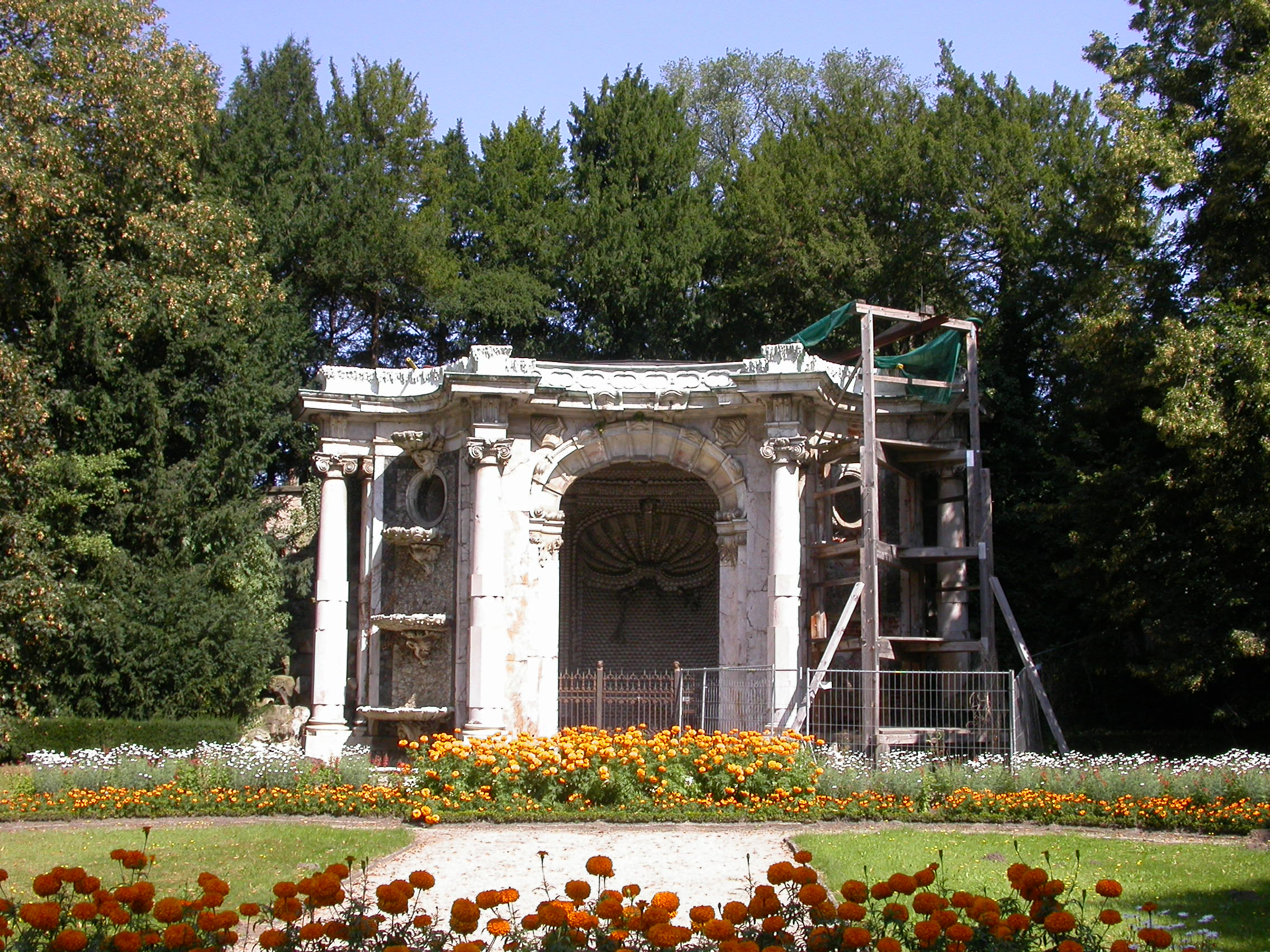
Грот Нептуна в 2009 году
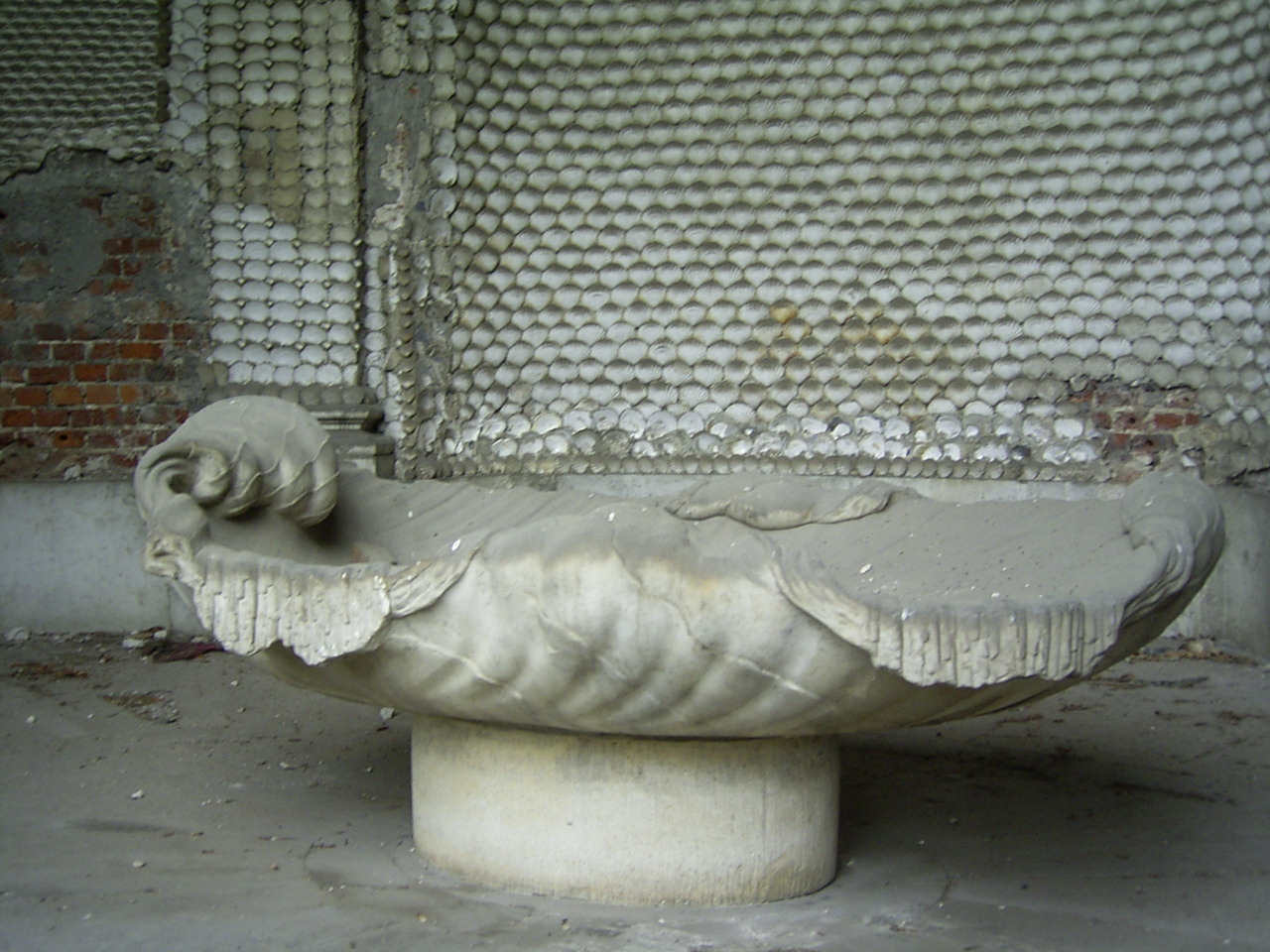
Большая мраморная раковина внутри грота
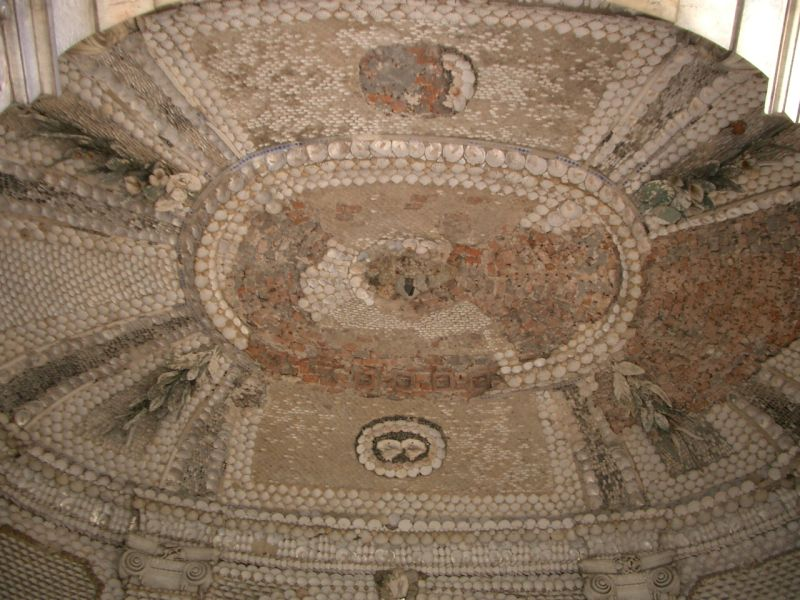
Потолочная мозаика
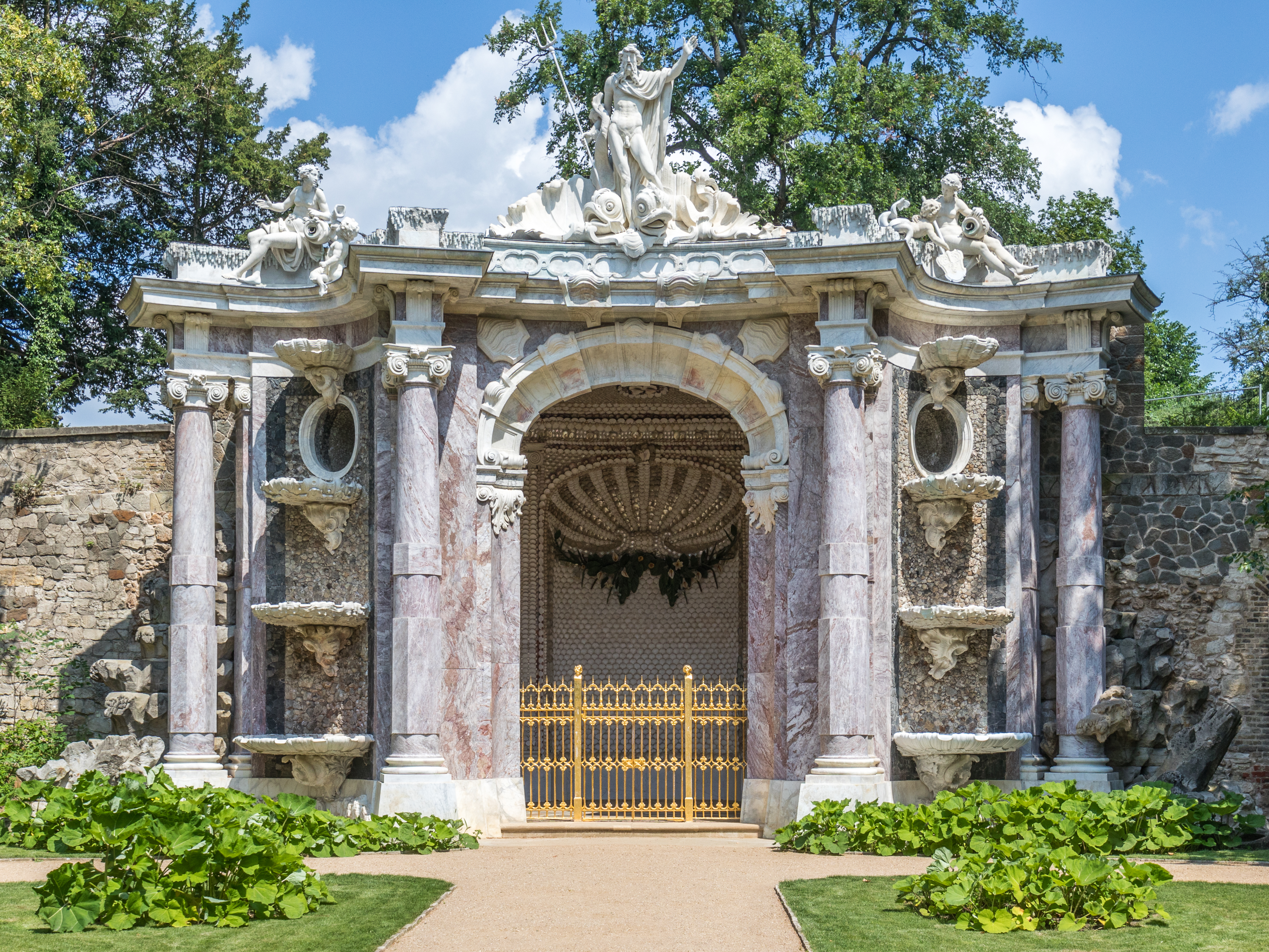
Грот Нептуна в 2019 году